# Castelverrino
Castelverrino község (comune) Olaszország Molise régiójában, Isernia megyében.

## Fekvése
A megye északkeleti részén fekszik, a Verrino völgyében. Határai: Agnone, Pietrabbondante és Poggio Sannita.

## Története
A települést a 14. század elején alapították két, addig különálló település (Castelluccio d’Agnone és Santa Lucia in Verrino) egyesítésével. 1806-ig iserniai nemesi családok birtoka volt. 1806-1819 között Poggio Sannita része volt, majd ezt követően önálló település.

## Népessége
A népesség számának alakulása:

## Főbb látnivalói
- Palazzo Signorile
- Santi Simone e Giuda-templom